# 赤眼蜂屬
赤眼蜂屬（學名：Trichogramma）是膜翅目細腰亞目寄生蜂下目之下的小蜂总科赤眼蜂科的成員之一，其物種皆為多食性的微小拟寄生物，寄生於其牠昆蟲的蟲卵中。赤眼蜂屬是赤眼蜂科約80個屬的其中一個，在全世界包括超過200個物種。成蟲大多小於1毫米，會產卵於宿主卵内，幼蟲取食卵黄、化蛹並引發宿主死亡。成蟲羽化後咬破寄主卵殼而出。
儘管現時在全世界有多種用於生物防治的物種，本屬物種仍然是研究得最詳盡的一類，有超過一千份相關的文獻與本屬物種相關，也是目前世上於生物防治中 最常用的物種。

## 寄生性
雌性成虫会通过化学和视觉信号来找到用来作为宿主的卵，比如卵大小和颜色。在她找到合适的卵后，其将会试图通过她的产卵器和对卵壳的敲击来判别这个卵是否之前已经被寄生过了。雌性赤眼蜂也会通过敲击来判别目标被寄生卵的大小和质量以决定赤眼蜂在被寄生卵内的产卵数量。一个雌性赤眼蜂一天最多可以在十个被寄生卵上产卵。

## 辨識
本屬物種體型細小，構造上亦單一，使物種間的分辨頗困難。由于雌性相对来说体型较小，分类学家一般通过辨别雄性触角和生殖器的方式来辨别不同物种。
Charles V. Riley在1871年于北美第一种对赤眼蜂属下的物种进行描述。他将从总督蝶卵中爬出来的小蜂称为Trichogramma minutum。在生物分类学中，首个采集的标本是十分重要的，因为其被用作继续描述这个物种的基础，但是它丢失了。Riley后来在1879年又描述了第二种叫做Trichogramma pretiosum的赤眼蜂，但是其样本也丢了。为了更正这些错误，昆虫学家返回了Riley原本找到这两个物种的地方并收集了新的范本。现在这些范本被完好地存放在美国史密森尼学会。当前赤眼蜂属的物种超过两百种，但是在1960年的时候只有大概40种赤眼蜂被描述。

## 赤眼蜂屬物種體內的沃尔巴克氏体
赤眼蜂屬物種體內有沃尔巴克氏体（Wolbachia），是一種分佈廣泛的細菌，專門感染昆蟲的內臟，特別是生殖系統的器官。這些沃尔巴克氏体在感染了昆蟲後，會改變其宿主交配時的成功率。

## 部分物種
以下譯名參照龐飛雄及陳泰魯 (1974)使用的名稱:441：
- Trichogramma aomoriense
- Trichogramma atopovirilia
- 澳洲赤眼蜂 Trichogramma australicum Giraulf：見於中国[8]:441。
- Trichogramma brassicae（英语：Trichogramma brassicae）
- Trichogramma brevicapillum
- Trichogramma carverae
- 螟黃赤眼蜂 Trichogramma chilonis[8]:442
- 舟蛾赤眼蜂 Trichogramma closterae Pang & Chen 1974：見於中国[8]:441
- Trichogramma deion
- 松毛蟲赤眼蜂 Trichogramma dendrolimi Matsumura：見於中国[8]:441。
- 食胚赤眼蜂 Trichogramma embryophagum (Hartig)[8]:441
- 暗黑赤眼蜂 Trichogramma euproctidis (Giraut)：見於中国[8]:441。
- 廣赤眼蜂 Trichogramma evanescens（英语：Trichogramma evanescens） Westwood, 1833：見於中国[8]:441。
- Trichogramma exiguum
- Trichogramma falx
- 暗褐赤眼蜂 Trichogramma fasciatum (Perkins)[8]:442
- Trichogramma fuentesi
- Trichogramma funiculatum
- 稻螟赤眼蜂 Trichogramma japonicum（英语：Trichogramma japonicum） Ashmead：見於中国[8]:441。
- Trichogramma jezoensis[8]:442
- Trichogramma koehleri Blanchard[8]:442
- 粘虫赤眼蜂 Trichogramma leucaniae Pang & Chen, 1974[8]:441
- Trichogramma luteum[8]:442
- 舌突赤眼蜂 Trichogramma lingulatum Pang & Chen, 1974[15]:441
- 毛利赤眼鋒 Trichogramma maori[16]
- 微小赤眼鋒 Trichogramma minutum Riley[8]:442
- Trichogramma nubilale
- 玉米螟赤眼蜂 Trichogramma ostriniae Pang & Chen, 1974
- Trichogramma papilonis
- Trichogramma platneri
- Trichogramma pretiosum
- 微突赤眼蜂 Trichogramma raoi Nagaraja：見於中国[8]:441。
- 窄突赤眼蜂 Trichogramma retorridum (Giraulf)[8]:442
- 顯棒赤眼蜂 Trichogramma semblidis (Aur.)[8]:441
- 疏毛赤眼蜂 Trichogramma semifumatum (Perkins)[8]:442
- 凤蝶赤眼蜂 Trichogramma sericini Pang & Chen 1974：見於中国[8]:441。
- Trichogramma siddiqi
- Trichogramma thalense
- Trichogramma valentinei
- Trichogramma vitripenne Walker[8]:442
- Trichogramma yawarae

## 外部連結
- 維基物種上的相關：赤眼蜂屬
- Biocontrol-oriented Trichogramma Manual
- Trichogramma Article
- Trichogramma dropping by drones （页面存档备份，存于）